# Аджрам, Нэнси
Нэнси Набиль Аджрам (араб. نانسي نبيل عجرم‎; латинское написание Nancy Ajram; род. 16 мая 1983, Ашрафия) — ливанская поп-исполнительница, поёт на арабском языке (Ливанский диалект).

## Биография
Нэнси Набиль Аджрам родилась в Ливане, в семье христиан-маронитов. Нэнси очень популярна в арабском мире и за его пределами, обычно признаётся самой популярной на Ближнем Востоке (продано более 30 млн записей). Лауреат различных конкурсов и наград. «Лицо компании» Coca-cola на местном рынке.
Музыка базируется на лёгких электронных аранжировках или лирических мотивах с обязательными использованием арабских традиционных инструментов, в первую очередь перкуссии. Выходят видеоклипы, которые сразу попадают в жёсткую ротацию на многочисленных арабских музыкальных телеканалах.
В октябре 2008 года вышла замуж за 34-летнего Фади Эль Хашема известного стоматолога из Ливана.

## Происшествие с проникновением в дом
Рано утром 5 января 2020 года вооруженный грабитель по имени Мухамед Хасан Мусса ворвался на виллу Аджрам и ее мужа Фади Эль Хашема в Сехайле. В результате Эль Хашем застрелил грабителя. Прокурор Ливана Гада Аун в этот же день выдал ордер на арест Эль Хашема и начал расследование инцидента. Сама Аджрам получила небольшую травму правой ноги. 7 января Эль Хашем был освобожден из тюрьмы с запретом выезжать за границу до завершения расследования.
На видео с камер видеонаблюдения был замечен правонарушитель в маске, и было зафиксировано, что он несколько часов ждал снаружи, прежде чем войти на виллу, несмотря на присутствие телохранителей. Позже он направил пистолет на Эль Хашема, прежде чем войти в детскую комнату. В этот момент Эль Хашем заявил, что действовал в порядке самообороны и застрелил грабителя. Согласно заключению судебно-медицинской экспертизы, Мусса получил 17 выстрелов из пистолета Glock 17. Тем временем Аджрам пряталась в ванной и звонила отцу.
24 ноября 2020 года Эль Хашему было предъявлено обвинение в умышленном убийстве. 13 февраля 2023 года суд вынес решение, сняв с Эль Хашема обвинения в убийстве. Однако семья убитого подала в суд на выплату компенсации. 2 октября 2023 года Кассационный суд вынес окончательный вердикт, сняв с Эль Хашема все обвинения.

## Альбомы
- محتاجلك — Mihtagalak — «Ты мне нужен» (1998)
- شيل عيونك عني — Sheel Oyoonak Anni— «Посмотри мне в глаза» (2001)
- يا سلام — Ya Salam — «О, мир» (2003)
- آه و نص — Ah W Noss — «Да с половиной» (2004)
- يا طبطب … ودلع — Ya Tabtab…Wa Dallaa — «Виновата ли я» (2006)
- شخبط شخابيط — Shakhbat Shakhabit — «Мы рисуем» (2007)
- بتفَكّر في إيه؟ — Betfakkar Fi Eih? — «О чём ты думаешь?» (2008)
- نانسي 7 — Nancy 7 — «Нэнси 7» (2010)
- سوبر نانسي — Super Nancy — «Супер Нэнси» (2012)
- نانسي 8 Nancy 8 — «Нэнси 8» (2014)
- نانسي 9 Nancy 9 — «Нэнси 9» (2017)
- نانسي 10 Nancy 10 — «Нэнси 10» (2021)

Альбом Shakhbat Shakhabit и Super Nancy и сопровождающая их серия видеоклипов сделаны специально для детей.

## Награды
- Murex d’or (2003—2005—2007)
- Best Female Singer 2003
- The 11th Cairo International Song Festival
- Oscar best video clip Akhasmak Ah- Arabian Music Award
- Super Star 2005
- Disque d’or 2005 & 2006
- Mobinil Music Award 2007
- World Music Award 2008
- Best Female Arab singer 2009
- Best Female Arab singer 2010
- Best Female Singer 2010
- Best Female Artist 2010
- Best Female Singer 2011
- Best Female Artist 2012
- Best Female Artist 2013
- Best Female Lebanese Singer 2014
- Best Arab Female Singer 2015
- Best Arab female singer 2016
- Best Female Lebanese Singer 2017
- Best Female Lebanese Singer 2018
- Best Arab female singer 2019
- Best Female Singer 2022
- Best Female Artist 2024